# Валім (Мазовецьке воєводство)
Валім (пол. Walim) — село в Польщі, у гміні Стара Корниця Лосицького повіту Мазовецького воєводства. Населення — 205 осіб (2011).

## Історія
За даними етнографічної експедиції 1869—1870 років під керівництвом Павла Чубинського, у селі переважно проживали римо-католики, меншою мірою — греко-католики, які здебільшого розмовляли українською мовою.
У 1975—1998 роках село належало до Білопідляського воєводства.

## Демографія
Демографічна структура станом на 31 березня 2011 року:
|          | Загалом | Допрацездатний вік | Працездатний вік | Постпрацездатний вік |
| -------- | ------- | ------------------ | ---------------- | -------------------- |
| Чоловіки | 100     | 19                 | 69               | 12                   |
| Жінки    | 105     | 24                 | 57               | 24                   |
| Разом    | 205     | 43                 | 126              | 36                   |